# 魏侈
魏侈（ぎ し、生没年不詳）は、魏襄子（ぎ じょうし）ともいい、春秋時代の晋の卿。
魏侈は魏取（魏簡子）の子として生まれた。魏取が死去すると、魏侈が後を嗣いで魏氏の宗主となった。魏侈は士吉射（范昭子）と仲が悪く、紀元前497年に智躒・韓不信らとともに定公を奉じて范氏・中行氏を攻撃した。紀元前488年、魏侈は軍を率いて衛を攻撃した。紀元前482年、魏侈は軍を率いて衛を攻撃した。